# Natusan
Natusan er et varemærke indenfor babyhudpleje. Varemærket, som er ledende i Norden,[kilde mangler] blev grundlagt i 1949 i Danmark af Alfred Benzon A/S og ejes i dag af Johnson & Johnson. 
Virksomheden forsker i babyers hud og hår og dens produkter er udviklede og testede for at være milde og skånsomme. 

## Historie
I 1849 overtog den 24-årige apoteker Alfred Nicolai Benzon Skandinaviens ældste apotek, Svaneapoteket i København (grundlagt i 1536), og startede Alfred Benzon A/S.
Efterhånden som forretningen blev større, startede Alfred Benzon op med grossistsalg til andre apoteker og begyndte også selv at fremstille lægemidler. I 1949 lancerede Alfred Benzon A/S salven Natusan. Ordet Natusan er en kombination af de latinske ord "natus sanus", der betyder "Født frisk".
Natusan blev overtaget af Johnson & Johnson i december 1990. Symbolet for Natusan-produkterne har siden 1984 været en svane, inspireret af det danske apotek "Svanen".